# Vaggeryd község
Vaggeryd község (svédül: Vaggeryds kommun) Svédország 290 községének egyike. Jönköping megyében található, székhelye megosztva Skillingaryd és Vaggeryd.

## Települések
A község települései:
| Település    | Népesség | Megjegyzés                   |
| ------------ | -------- | ---------------------------- |
| Hok          | 643      |                              |
| Klevshult    | 271      |                              |
| Skillingaryd | 3808     | megosztva a község székhelye |
| Vaggeryd     | 4688     | megosztva a község székhelye |